# Nilda Fernández
Nilda Fernández (Daniel Fernández, Barcelona, 27 de octubre de 1951··-Bize-Minervois, Aude, Francia, 19 de mayo de 2019) fue un cantautor español y francés.

## Biografía
De cuna andaluza, llegó a Francia a la edad de siete años, pero siguió los estudios en España, donde dominó el flamenco. Después de enseñar el español durante un año, cantó en salitas alrededor de Lyon y de Tolosa. Su primer álbum (1987), reveló su voz andrógina, con una canción que recogió Miguel Bosé: Madrid, Madrid. Su segundo álbum (1991) le dio la celebridad en Francia, con el éxito de Nos fiançailles (Yo le decía).
En 1992 fue nominado «Mejor promesa masculina» en las Victorias de la Música y recibió el gran premio de la Academia Charles Cros. En 1993, sus canciones Sinfanaï retu y Marie-Madeleine fueron muy bien acogidas.
En 1994 viajó a Argentina a dar una serie de recitales, y cantó un dúo (Mon amour) en francés y en castellano con la cantante Mercedes Sosa (1935-2009).
En 1995 publicó una novela autobiográfica en francés, Ça repart pour un soliloque. Entre 1996 y 1998 viajó de gira a carro de feriante.
En 1999, con Castelar 704, musicalizó poemas de Federico García Lorca, con guitarristas españoles, entre ellos Tomatito, siguiendo a Paco Ibáñez. En 1996, después de rendir homenaje a Gérard Manset (1945-) en un álbum colectivo, cantó en 1999 cóvers de títulos de sus cantantes franceses favoritos: Léo Ferré, Barbara, Jacques Dutronc, Michel Polnareff, Jane Birkin, Dick Annegarn, etc.
Nilda Fernández desapareció del primer plano a partir de una gira en Rusia (2000). En 2006 reanudó con los recitales en Francia, Bélgica, Rusia y Suiza y por Cuba a invitación de las Alianzas Francesas de La Habana y de Santiago de Cuba.
Fernández regresó a escena con un disco homónimo (Nilda Fernández), que se lanzó el 8 de enero de 2010.

### Vida privada
Vivió desde hace varios años con una periodista rusa de nombre Olga.

### Muerte
Fernández falleció el 19 de mayo de 2019 a los 67 años en Bize-Minervois, comuna del sur de Francia en la que vivía, a causa de una insuficiencia cardíaca.

## Discografía
- 1987: Madrid, Madrid.
- 1991: Nilda Fernández.
- 1992: 500 años.
- 1993: Nilda Fernández.
- 1993: Compiègne, en vivo.
- 1995: Los días aquellos.
- 1997: Innu Nikamu.
- 1998: Niña bonita.
- 1999: Castelar 704.
- 1999: Mes hommages.
- 2000: Best of.
- 2000: Collection privée, 3 CD.
- 2007: Bestov vol. 2.
- 2010: Nilda Fernández.